# كأس البرازيل 2019
كأس البرازيل 2019 هو الموسم 31 من  كأس البرازيل. أشرف على تنظيمه اتحاد البرازيل لكرة القدم، وكان عدد الأندية المشاركة فيه  91، وفاز فيه أتلتيكو باراناينسي.